# Heinrich Mousson (Politiker, 1866)
Heinrich Mousson (* 2. Februar 1866 in Zürich; † 5. April 1944 ebenda) war ein Schweizer Politiker (LP/FDP) und Anwalt.

## Leben
Heinrich Mousson wurde als Sohn des Bankiers Rudolf Emanuel Heinrich Mousson und der Anna Bertha Maria von May geboren. Er absolvierte ein Studium der Rechte an den Universitäten Zürich, Leipzig und Berlin. Nach der Promotion 1891 eröffnete er in Zürich ein Anwaltsbüro. 1895 heiratete er Elisabetha «Elsie» Rüegg. Zusammen hatten sie eine Tochter, Anne Marie.
Nach seinem Rücktritt als Regierungsrat 1929 war er u. a. in Kommissionen der Hochschule und der Zentralbibliothek Zürich tätig. Er leitete ferner die Schweizerische Schillerstiftung, das Schweizerische Idiotikon und das Landesmuseum Zürich sowie die Kranken- und Diakonissenanstalt Neumünster.
Er war Mitglied des Verwaltungsrates der Schweizerischen Lebensversicherungs- und Rentenanstalt (1900–1944) und der Papierfabrik Biberist (Vizepräsident, 1906–1929 und 1937–1940).
Er war zudem seit 1929 Mitglied des Verwaltungsrates (damals Verwaltungskomitee genannt) der Neuen Zürcher Zeitung und 1929 bis 1940 deren Präsident. Nach seinem Rücktritt als Präsident war er weiter bis zu seinem Tod 1944 Mitglied des Verwaltungskomitees.
In der Schweizer Armee war Mousson seit 1917 Oberst und Kommandant der Artilleriebrigade 2. Er war Mitglied der Zunft zur Gerwe und Schuhmachern (1910–1910) und der Zunft zur Meisen (1925–1935).
Er war ein Enkel des eidgenössischen Staatsschreibers, Zürcher Bürgermeisters und Tagsatzungspräsidenten gleichen Namens. Die Familie stammte ursprünglich aus Morges (Kanton Waadt) und war erst seit 1830 bleibend in Zürich ansässig.
Heinrich Mousson starb am 5. April 1944 in seinem 79. Altersjahr.

## Politische Laufbahn
Ab 1898 war Mousson Mitglied des Grossen Stadtrats (Legislative), 1904–1912 des Kleinen Stadtrats (Exekutive) der Stadt Zürich und dort 1904–1905 Bauvorstand und 1905–1912 Schulvorstand. 1905 wurde er in den Zürcher Kantonsrat gewählt und 1912 als Nachfolger von Robert Haab in den Zürcher Regierungsrat, wo er 1912–1914 die Justiz-, Polizei- und Militärdirektion und 1914–1929 die Erziehungsdirektion führte. Er war drei Mal Regierungspräsident, so in den Kriegsjahren 1916/17, ferner 2021/22 sowie in seinem letzten Amtsjahr 1928/29.
1922 kandidierte er für den Nationalrat und wurde als 5. und Letzter der freisinnigen Liste gewählt. Er verzichtete jedoch auf den Sitz zugunsten seines Amtes als Regierungsrat. 1930 kandidierte er für den Ständerat als Ersatz für den zurückgetretenen Gustav Keller (FDP), gewählt wurde jedoch Emil Klöti (SP).
1926 verlieh ihm die Universität Zürich die Ehrendoktorwürde der Philosophie, «in dankbarer Anerkennung der großen und bleibenden Verdienste, die er sich als Erziehungsdirektor in schweren Zeiten um den würdigen Fortbestand der Universität und ihre äußere und innere Erneuerung erworben».
Moussons politisches Handeln war von einer christlichen Ethik geprägt.